# Ganggrab im Tingskov
Das 2013 restaurierte kleine Ganggrab im Tingskov (Wald) (auch Flegum genannt) liegt nahe dem Waldrand westlich von Gut Trindbjerg am Hovedlandvej, nördlich des Limfjords, bei Torslev in der Jammerbugt Kommune auf der Insel Vendsyssel-Thy in Dänemark. Die Anlage entstand zwischen 3500 und 2800 v. Chr. als Megalithanlage der Trichterbecherkultur (TBK). Das Ganggrab (dänisch Jættestue) ist eine Bauform jungsteinzeitlicher Megalithanlagen, die aus einer Kammer und einem baulich abgesetzten, lateralen Gang besteht. Diese Form ist primär in Dänemark, Deutschland und Skandinavien, sowie vereinzelt in Frankreich und den Niederlanden zu finden. 
Die Kammer des Ganggrabes wird von einem etwa 2,0 m hohen Erdhügel von 16 m Durchmesser bedeckt. Die etwa 2,5 × 1,0 m messende Kammer besteht aus drei Tragsteinen und einem Deckstein und kann von einer Öffnung in der Spitze des Hügels erreicht werden. Die auf den lokalen topographischen Karten als jættestue markierte Kammer ist 1939 oder wenig später wahrscheinlich teilweise oder vollständig ausgegraben worden.
In der Nähe außerhalb des Waldes liegen zwei Rundhügel und die Steinkiste im Tværkær Topbak Høj, und im Wald liegt der Steinkreis von Søhøje.